# عصمت الله مسلم
عصمت الله مسلم (توفي عام 1991) ، يُدعى أيضًا عصمت الله أشكزي أو مجرد عصمت، كان زعيم ميليشيا أفغاني، الذي انضم في عام 1979 إلى المجاهدين المعارضين للحزب الديمقراطي الشعبي الأفغاني الشيوعي في أفغانستان والغزو السوفيتي، قبل أن ينتقل إلى جانب الحكومة في عام 1984. على الرغم من نجاحاته العسكرية، كان عصمت الله مسلم معروفًا بالاعتداءات العديدة التي ارتكبها ضد المدنيين، مما جعله شخصية مكروهة في جميع أنحاء أفغانستان، باستثناء قبيلته.